# Lepturophis borneensis
Lepturophis borneensis — вид неотруйних змій родини полозових (Colubridae). Вид мешкає у дощових лісах Таїланду, Малайзії, на островах Суматра, Калімантан та Ніас. Тіло представників виду сягає до 148 см завдовжки.